# Mariusz Stanisław Jaskólski
Mariusz Stanisław Jaskólski herbu Leszczyc (zm. 1683) – starosta stuleński i krzemieńczucki, dyplomata, strażnik wielki koronny, kasztelan sanocki od 1663 roku, później kijowski, wojewoda czernihowski, a następnie podolski od 1683 roku, właściciel terenów klucza Siedliszcze, poseł Rzeczypospolitej w Imperium Osmańskim w latach 1657–1658.
Jako senator wziął udział w sejmach: 1664/1665, 1666 (I), 1666 (II), 1676 roku.

## Rodzina
Pochodził z Wielkopolski, z zamożnej rodziny szlacheckiej Jaskólskich herbu Leszczyc, wywodzącej się z Jaskółki w ziemi kaliskiej.

## Kariera wojskowa
W 1651 roku walczył przeciw kozakom pod rozkazami Mikołaja Potockiego. Odznaczył się w bitwie pod Białocerkwią. Brał udział w bitwach pod Korsuniem, Beresteczkiem i Ochmatowem, a także w obronie Kamieńca Podolskiego w 1652. W latach 1654–1655 trzykrotnie posłował do chanów krymskich w Bakczyseraju doprowadzając w kwietniu 1654 roku do zawarcia sojuszu z Islamem III Girejem przeciw Kozakom i Carstwu Rosyjskiemu oraz sprowadzając posiłki Tatarów. Przyczynił się do przybycia do Polski oddziałów chana Mehmeda IV Gireja na czele ordy, która w 1655 roku zmusiła Chmielnickiego do poddania się Janowi Kazimierzowi po bitwie pod Jezierną. Należał do konfederacji tyszowieckiej. W 1657 roku posłował do Turcji oraz Moskwy. W imieniu Rzeczypospolitej żądał ukarania Rakoczego za najazd na Polskę w 1657. W 1659 roku został marszałkiem konfederacji wojskowej żądającej zapłaty zaległego żołdu, otrzymał od Sejmu emfiteuzę dóbr Stulna. W 1660 roku brał udział w bitwach pod Lubarem i Cudnowem, gdzie został ranny. W czasie rokoszu Lubomirskiego stał po stronie króla Jana Kazimierza. Od króla otrzymał dobra Czaple w województwie Podolskim i został kasztelanem Sanockim. W 1673 roku brał udział w bitwie pod Chocimiem. Elektor Jana III Sobieskiego z województwa ruskiego w 1674 roku.
Jego żoną została Zofia Koniecpolska, córka Aleksandra Koniecpolskiego (ok. 1585 – ok. 1630), podkomorzyca sieradzkiego.

## Internet
- życiorys SILVA RERUM